# SM-64 Navaho

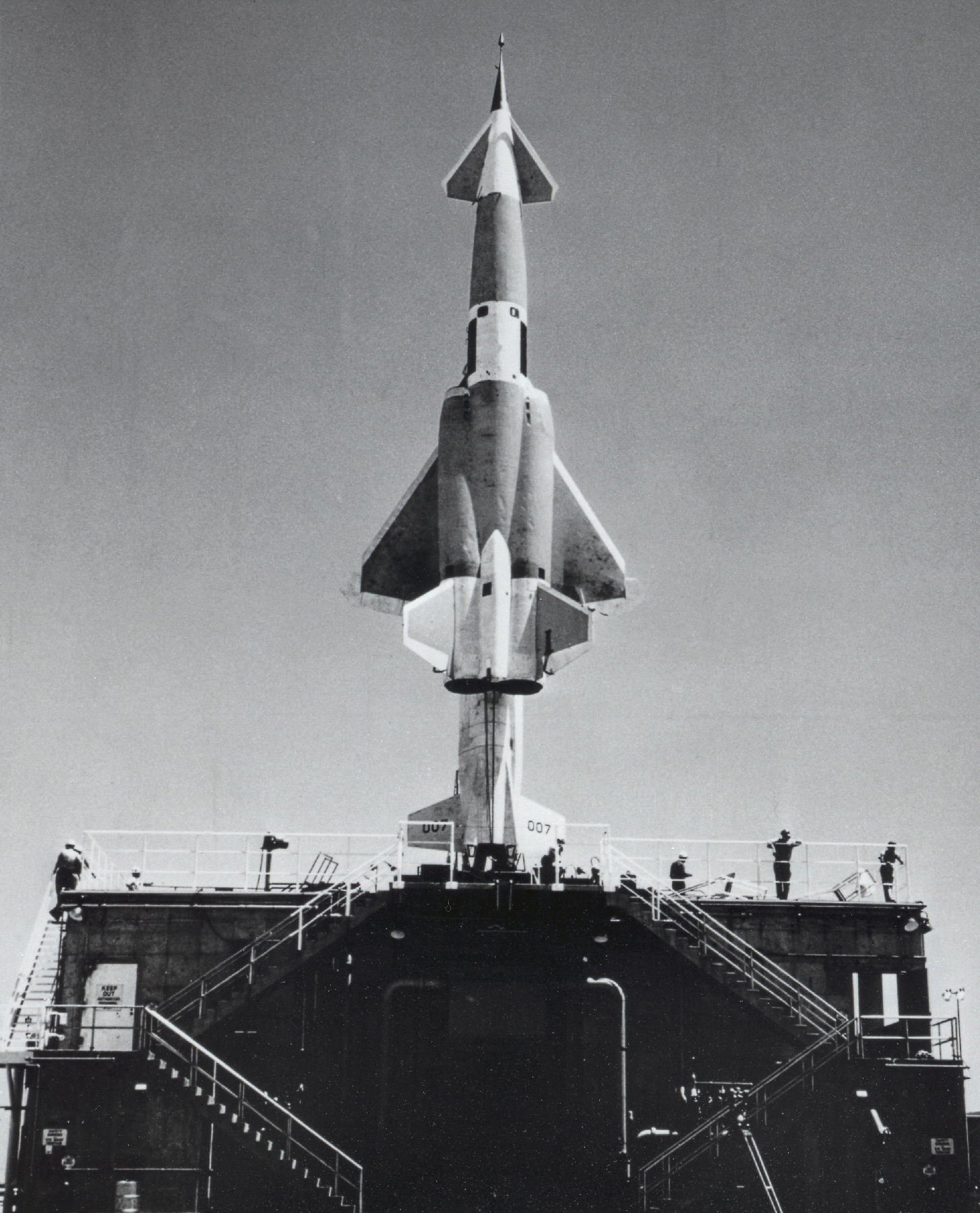
Tên lửa Navaho trên bệ phóng

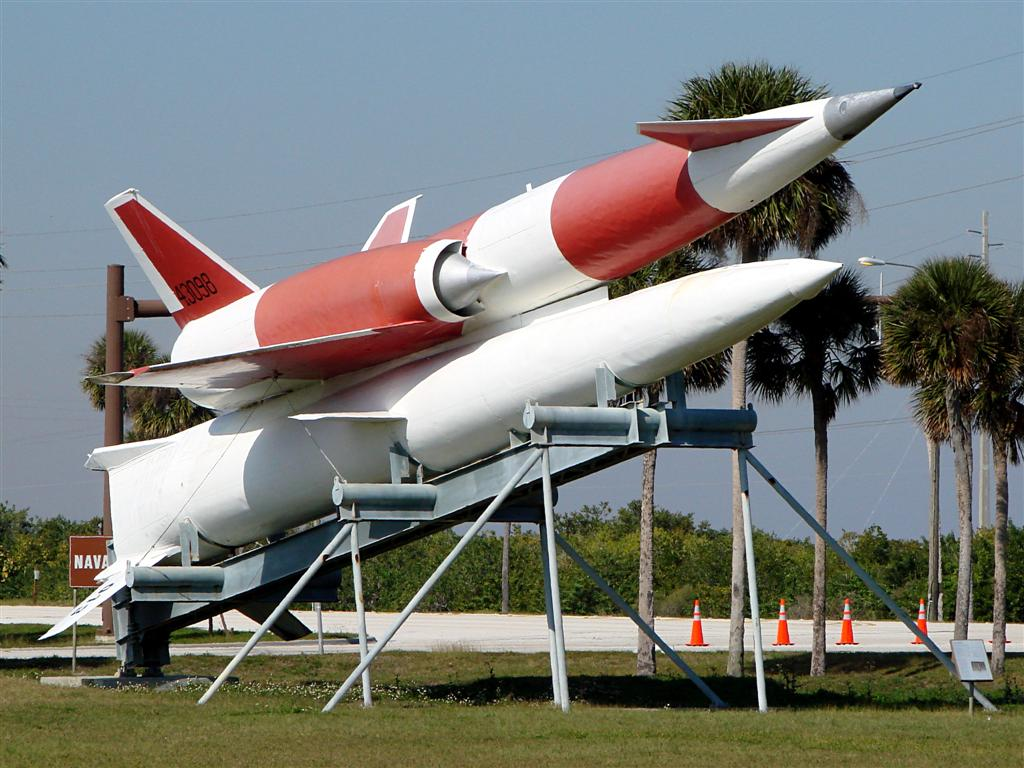
Navaho trưng bày tại CCAFS, Florida

North American SM-64 Navaho là một đề án tên lửa hành trình liên lục địa siêu thanh, do North American Aviation chế tạo. Chương trình này được triển khai từ năm 1946 tới năm 1958 sau đó nó bị hủy bỏ do sự cạnh tranh từ tên lửa đường đạn liên lục địa.

## Quốc gia sử dụng
- Hoa Kỳ: Không quân Hoa Kỳ

## Tính năng kỹ chiến thuật
Đặc điểm tổng quát
- Chiều dài: 67 ft 11 in (20,7 m)
- Sải cánh: 28 ft 7 in (8,71 m)
- Chiều cao:  ()
- Trọng lượng có tải: 64.850 lb (29.420 kg)
- Động cơ:
  - 2 × XRJ47-W-5 ramjet, 15.000 lbf (67 kN)  mỗi chiếc
  - 2 × XLR83-NA-1 động cơ đẩy rocket, 200.000 lbf (890 kN)  mỗi chiếc

 Hiệu suất bay 
- Vận tốc cực đại: Mach 3 (2.000 kn, 3.700 km/h)
- Tầm bay: 3.500 hải lý, (6.500 km)
- Trần bay: 77.000 ft (23.000 m)
- Lực đẩy/trọng lượng (phản lực): 0,46:1

Trang bị vũ khí

- 1 × đầu đạn hạt nhân W41